# Municipio de Muddy Creek
El municipio de Muddy Creek (en inglés: Muddy Creek Township) es un municipio ubicado en el condado de Butler en el estado estadounidense de Pensilvania. En el año 2000 tenía una población de 5.690 habitantes y una densidad poblacional de 40.1 personas por km².

## Geografía
El municipio de Muddy Creek se encuentra ubicado en las coordenadas 40°54′34″N 80°06′09″O / 40.90944, -80.10250.

## Demografía
Según la Oficina del Censo en 2000 los ingresos medios por hogar en la localidad eran de $31,855 y los ingresos medios por familia eran $37,180. Los hombres tenían unos ingresos medios de $35,161 frente a los $22,992 para las mujeres. La renta per cápita para la localidad era de $15,821. Alrededor del 13,9% de la población estaban por debajo del umbral de pobreza.